# Slobodan Šijan
Slobodan Šijan (en alfabet ciríl·lic serbi: Слободан Шијан, slɔbɔ̌dan ʃîjaːn; nascut el 16 de novembre de 1946) és un director de cinema serbi.

## Biografia
Šijan va néixer a Belgrad, Iugoslàvia. Es va graduar a l'Acadèmia de Belles Arts de Belgrad, i després es va matricular a l'Acadèmia de Teatre de Belgrad Facultat d'Arts Dramàtiques el 1970. Va dirigir una sèrie de televisió pel·lícules, així com pel·lícules experimentals i curtmetratges durant la dècada de 1970. De 1976 a 1979, va publicar una sèrie de fanzines que segons ell es van fer "per frustració" entre els seus experimentació i intents d'irrumpir en el cinema professional.
El seu primer llargmetratge Ko to tamo peva, dirigit en col·laboració amb l'escriptor Dušan Kovačević i el director de fotografia Božidar Nikolić, es va estrenar el 1980 i es va convertir en un èxit de taquilla.Maratonci trče počasni krug del 1982, també va aconseguir un èxit comercial considerable.
Durant els propers anys, Šijan va dirigir dues pel·lícules més notables: Kako sam sistematski uništen od idiota i Davitelj protiv davitelja.

## Filmografia
| Any  | Pel·lícula                             | Director | Guionista | Productor | Premis / Notes                                                   |
| ---- | -------------------------------------- | -------- | --------- | --------- | ---------------------------------------------------------------- |
| 1980 | Ko to tamo peva                        | Sí       | No        | No        | Arena de Bronze al Festival de Cinema de Pula                    |
| 1982 | Maratonci trče počasni krug            | Sí       | No        | No        | Premi del Jurat al Festival Internacional de Cinema de Mont-real |
| 1983 | Kako sam sistematski uništen od idiota | Sí       | Sí        | No        |                                                                  |
| 1984 | Davitelj protiv davitelja              | Sí       | Sí        | No        |                                                                  |
| 1988 | Tajna manastirske rakije               | Sí       | No        | No        |                                                                  |
| 2003 | Siroti mali hrčki 2010                 | Sí       | No        | No        |                                                                  |
| 2007 | S. O. S. - Spasite naše duše           | Sí       | No        | No        |                                                                  |
| 2021 | Budi Bog s nama                        | Sí       | Sí        | No        | En rodatge                                                       |

Televisió
- Gradilište (1979) (TV)
- Ing. ugostiteljstva (1979) (curtmetratge)
- Kost od mamuta (1979) (TV)
- Najlepša soba (1978) (TV)
- Šta se dogodilo sa Filipom Preradovićem (1977) (Telefilm)
- Pohvala svetu (1976) (Curtmetratge)
- Sve što je bilo lepo (1976) (Telefilm)
- Sunce te čuva (1975) (Curtmetratge)